# Magnus de Carrhes
Magnus de Carrhes est un chroniqueur romain de l'Antiquité tardive du IVe siècle.
Originaire de Carrhes, l'actuelle Harran, il participa à la campagne de Julien en Perse en 363, durant laquelle l'empereur fut tué. 
A son retour, Magnus rédigea un récit de l'expédition. Malheureusement, l’œuvre a été perdue, il ne nous est parvenu que quelques fragments, dont un long extrait la Chronique de Jean Malalas. L'ouvrage de Magnus semble également avoir été utilisé par des historiens ultérieurs, comme Zozime. Les détails de sa vie ne sont pas connus.